# تنغستان (نائين)
تنغستان هي قرية في مقاطعة نائين، إيران. عدد سكان هذه القرية هو 15 في سنة 2006.